# Amiral de la flotte de l'Union soviétique
Le grade d’amiral de la flotte de l'Union soviétique (en russe : Адмирал Флота Советского Союза, Admiral Flota Sovietskogo Soïouza) était le plus haut grade dans la Marine soviétique, à l'époque de l’existence de l'Union soviétique.
Ce grade, largement honorifique, était l'équivalent de celui d'amiral de la flotte, en usage dans certains pays anglo-saxons. Il est officiellement établi par le Conseil des ministres de l'Union soviétique du 3 mars 1955 en remplacement d'un grade au nom similaire d'admiral flota (Адмирал флота) existant alors, et équivalent à celui de maréchal de l'Union soviétique depuis 1945. Les détenteurs de ce grade pouvaient arborer l'étoile de maréchal (en).
À sa création en 1955, les deux seuls « amiraux de la flotte », Nikolaï Kouznetsov et Ivan Isakov, sont « promus » à ce grade. Moins d'un an plus tard, Kouznetsov est rétrogradé au rang de vitse-admiral pour des raisons politiques en 1956 et Isakov est alors le seul « amiral de la flotte de l'Union soviétique » jusqu'à sa mort en 1967. Son successeur, l'amiral Sergueï Gorchkov, devient le troisième et dernier « amiral de la flotte de l'Union soviétique ». Gorshkov meurt en 1988, et aucune nouvelle nomination n'intervient entre cette date et la dislocation de l’Union soviétique en 1991.
À partir de 1962, ce grade est un niveau au-dessus de celui d’admiral flota dans la hiérarchie militaire soviétique, qui est recréé en tant que grade intermédiaire, équivalent à celui de general armii pour les forces armées non navales de l’URSS.

## Liste des amiraux de la flotte de l'Union soviétique
- Nikolaï Kouznetsov (1902–1974) : nommé le 3 mars 1955 ; dégradé le 17 février 1956 ; restauré dans son grade à titre posthume le 26 juillet 1988.
- Ivan Isakov (1894–1967) : nommé le 3 mars 1955.
- Sergueï Gorchkov (1910–1988) : nommé le 28 octobre 1967.

## Sources et bibliographie
- (en) Cet article est partiellement ou en totalité issu de l’article de Wikipédia en anglais intitulé « Admiral of the fleet of the Soviet Union » (voir la liste des auteurs).